# Mensur Mujdža
Mensur Mujdža (Zagreb, 28 maart 1984) is een Bosnische voetballer die bij voorkeur als verdediger speelt. Hij verruilde in 2009 NK Zagreb voor SC Freiburg. Eerder speelde de Bosniak voor NK Zagreb. Zijn broer Jasmin Mujdža speelt eveneens profvoetbal en kwam eveneens uit voor het voetbalelftal van Bosnië en Herzegovina.

## Interlandcarrière
Mujdža speelde acht wedstrijden (twee doelpunten) voor Jong Kroatië, voordat hij koos voor voetbalelftal van Bosnië en Herzegovina. Onder leiding van voormalig bondscoach Safet Sušić maakte hij zijn debuut op 10 augustus 2010 in de vriendschappelijke thuiswedstrijd tegen de nationale ploeg van Qatar (1-0), die werd gespeeld in Sarajevo. Het duel eindigde in een 1-1 gelijkspel.

## Erelijst
SC Freiburg
- 2. Bundesliga

2016
1 Begović ·
2 Vršajević ·
3 Bičakčić ·
4 Spahić  ·
5 Kolašinac ·
6 Vranješ ·
7 Bešić ·
8 Pjanić ·
9 Ibišević ·
10 Misimović ·
11 Džeko ·
12 Fejzić ·
13 Mujdža ·
14 Hajrović ·
15 Šunjić ·
16 Lulić ·
17 Ibričić ·
18 Međunjanin ·
19 Višća ·
20 Hadžić ·
21 T. Sušić ·
22 Avdukić ·
23 Salihović ·
Coach: S. Sušić